# Атремия
Атремия (от др.-греч. ἀτρεμία — неподвижность) — нервно-мышечное расстройство, при котором больной годами не встаёт с постели при сохранности движений в ногах.
В ЭСБЕ указано, что пациент (чаще женского пола) при данном состоянии часто испытывает тошноту, головные боли, светобоязнь, астению.
Атремия может являться проявлением депрессии, истерии, шизофрении.
В современной медицине термин практически не используется.